# Béatrice
Pour les articles homonymes, voir Béatrice (homonymie).
« Béa » redirige ici. Pour l’article homophone, voir BA.

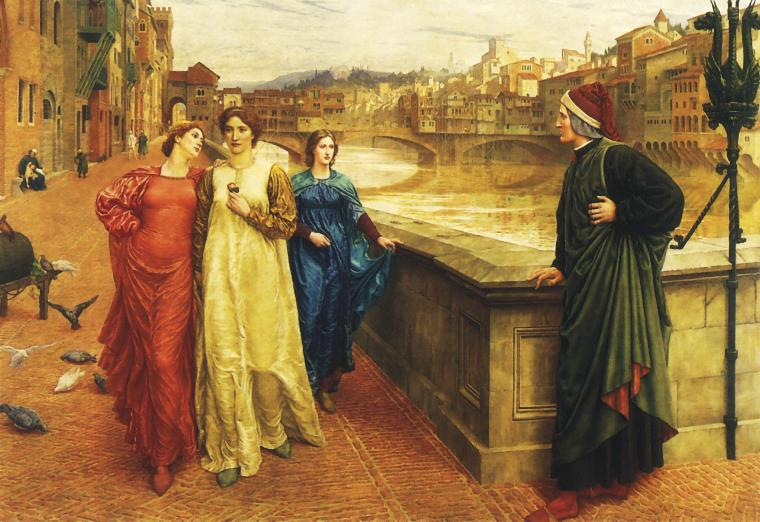
Dante et Beatrice, peinture d'Henry Holiday

Béatrice est un prénom féminin qui tire son origine du prénom latin Beatrix. Il est fêté le 13 février, jour de la fête liturgique de la bienheureuse Béatrice d'Ornacieux.

## Origine
Le prénom Béatrice se compose du préfixe latin beatus qui signifie « heureux », « bienheureux » ou « comblé », et d'un suffixe qui lui donne son sens global : « celle qui apporte le bonheur ».

## Variantes
Béatrice est parfois orthographié Béatrix ou Beatrix, ou Beatriz et abrégé en Béa ou Betty.

## Popularité
Le prénom Béatrice existe depuis l'Antiquité, mais il a pris son essor grâce à l'Église catholique romaine, car le préfixe beatus évoque les saints béatifiés. 
Le poète italien Dante Alighieri a également rendu populaire ce prénom, en célébrant  dans La Divine Comédie son amour d'enfance :  Beatrice Portinari, qui devient son Salut. 
En 2006, 122 748 personnes ont été prénommées Béatrice en France depuis 1940.

## Personnalités
Parmi les Béatrice (francophones ou dont le prénom a été francisé) les plus célèbres, on peut citer :
- Béatrice Abollivier
- Béatrice Agenin
- Béatrice Ahyi Aguessy
- Béatrice Altariba
- Béatrice André-Salvini
- Béatrice Appia
- Béatrice Ardisson
- Béatrice Arnac
- Béatrice Attalah
- Béatrice Barbusse
- Béatrice Basse
- Béatrice Bellamy
- Béatrice Bellisa
- Béatrice Berstel
- Béatrice Bescond
- Béatrice Bonhomme
- Béatrice Bonifassi
- Béatrice Bottet
- Béatrice Bourges
- Béatrice Bretty
- Béatrice Brisebarre
- Béatrice Bruno
- Béatrice Camurat
- Béatrice Casadesus
- Béatrice Castets
- Béatrice Champanier
- Béatrice Chatel
- Béatrice Chatelier
- Béatrice Cherrier
- Béatrice Clément
- Béatrice Collignon
- Béatrice Commengé
- Béatrice Coron
- Béatrice Costantini
- Béatrice Cussol
- Béatrice Dalle
- Béatrice Damiba
- Béatrice Delfe
- Béatrice Delvaux
- Béatrice Denaes
- Béatrice Descamps (femme politique, 1951)
- Béatrice Descamps (femme politique, 1961)
- Béatrice Didier
- Béatrice Douvre
- Béatrice Duval
- Béatrice Edwige
- Béatrice Farinacci
- Béatrice Fieschi
- Béatrice Filliol
- Béatrice Fontanel
- Béatrice Foucher
- Béatrice Fournera
- Béatrice Fraiteur
- Béatrice Fresko-Rolfo
- Béatrice Gafner
- Béatrice Giblin-Delvallet
- Béatrice Gosselin
- Béatrice Graf
- Béatrice Hammer
- Béatrice Harnois
- Béatrice Helg
- Béatrice Hess
- Béatrice Heuser
- Béatrice Hibou
- Béatrice II de Bourgogne
- Béatrice Ire de Bourgogne
- Béatrice Joffroy
- Béatrice Josse
- Béatrice Joyaud
- Béatrice Joyeux-Prunel
- Béatrice Kamboulé
- Béatrice Kindja Mwendanga
- Béatrice Kombe Gnapa
- Béatrice La Palme
- Béatrice Lakoussan
- Béatrice Lalinon Gbado
- Béatrice Lascaris de Tende
- Béatrice Launer
- Béatrice Leca
- Béatrice Libert (actrice)
- Béatrice Libert (écrivain)
- Béatrice Lomeya Atilite
- Béatrice Longuenesse
- Béatrice Lundmark
- Béatrice Mabilon-Bonfils
- Béatrice Macé
- Béatrice Marchal
- Béatrice Marre
- Béatrice Martin (claveciniste)
- Béatrice Massenet
- Béatrice Massin
- Béatrice Michel
- Béatrice Millêtre
- Béatrice Mortimer
- Béatrice Mottoulle
- Béatrice Moulin
- Béatrice Mousli
- Béatrice Mouthon
- Béatrice Mukansinga
- Béatrice Métraux
- Béatrice Nicodème
- Béatrice Nirere
- Béatrice Nodé-Langlois
- Béatrice Pasquier de Franclieu
- Béatrice Patrie
- Béatrice Pavy
- Béatrice Pereira
- Béatrice Perregaux
- Béatrice Philippe
- Béatrice Picard
- Béatrice Picon-Vallin
- Béatrice Pignède
- Béatrice Piron
- Béatrice Pollet
- Béatrice Poncelet
- Béatrice Portinari
- Béatrice Reymann
- Béatrice Rodriguez
- Béatrice Romand
- Béatrice Roullaud
- Béatrice Santais
- Béatrice Saubin
- Béatrice Schönberg
- Béatrice Slama
- Béatrice Snicket
- Béatrice Soetkens
- Béatrice Steiner
- Béatrice Thiriet
- Béatrice Thomas
- Béatrice Tillier
- Béatrice Uria-Monzon
- Béatrice Vernaudon-Coppenrath
- Béatrice Vialle
- Béatrice Wertli
- Béatrice d'Albon
- Béatrice d'Angleterre
- Béatrice d'Anjou
- Béatrice d'Arborée
- Béatrice d'Auxonne
- Béatrice d'Avesnes
- Béatrice d'Este (1215-1245)
- Béatrice d'Este (1268-1334)
- Béatrice d'Hirson
- Béatrice d'Irube
- Béatrice d'Ornacieux
- Béatrice de Andia
- Béatrice de Bade
- Béatrice de Bar
- Béatrice de Bar (-1076)
- Béatrice de Bavière
- Béatrice de Berg
- Béatrice de Bobadilla
- Béatrice de Bohême
- Béatrice de Bourbon
- Béatrice de Bourbon-Parme
- Béatrice de Bourbon des Deux-Siciles
- Béatrice de Bourgogne
- Béatrice de Bourgogne (1257-1310)
- Béatrice de Brabant
- Béatrice de Camondo
- Béatrice de Castille (1242-1303)
- Béatrice de Castille (1254-1286)
- Béatrice de Castille (1293-1359)
- Béatrice de Chambure
- Béatrice de Champagne
- Béatrice de Coimbra
- Béatrice de Falkenbourg
- Béatrice de Faucigny
- Béatrice de France
- Béatrice de Hongrie
- Béatrice de Jurquet
- Béatrice de La Boulaye
- Béatrice de Lens
- Béatrice de Luxembourg
- Béatrice de Melgueil
- Béatrice de Montferrat
- Béatrice de Montfort
- Béatrice de Montlhéry
- Béatrice de Montluçon
- Béatrice de Mâcon
- Béatrice de Mâcon (morte après 1030)
- Béatrice de Naples
- Béatrice de Navarre
- Béatrice de Nazareth
- Béatrice de Nuremberg
- Béatrice de Planisolles
- Béatrice de Portugal (1373-1412)
- Béatrice de Portugal (1380-1439)
- Béatrice de Portugal (1430-1506)
- Béatrice de Portugal (1504-1538)
- Béatrice de Provence
- Béatrice de Rome
- Béatrice de Rothschild
- Béatrice de Sabran
- Béatrice de Savoie (1198-1267)
- Béatrice de Savoie (1250-1292)
- Béatrice de Savoie (marquise de Saluces)
- Béatrice de Saxe-Cobourg-Gotha
- Béatrice de Saône
- Béatrice de Sicile (1252-1275)
- Béatrice de Sicile (1260-1307)
- Béatrice de Sicile (1326-1365)
- Béatrice de Silva
- Béatrice de Souabe (1198-1212)
- Béatrice de Souabe (1205-1235)
- Béatrice de Staël
- Béatrice de Vermandois
- Béatrice de Vienne
- Béatrice de la Berruère
- Béatrice de la Conception
- Béatrice de Świdnica
- Béatrice du Portugal (1347-1381)
- Béatrice du Royaume-Uni
- Béatrice du Royaume-Uni (1857-1944)
- Béatrice von Siebenthal

Parmi les Beatrice les plus célèbres, on peut citer :
- Beatrice Adelizzi
- Beatrice Aitchison
- Beatrice Alemagna
- Beatrice Allen
- Beatrice Armstrong
- Beatrice Arthur
- Beatrice Ask
- Beatrice Baldacci
- Beatrice Bartelloni
- Beatrice Baudelaire
- Beatrice Berrut
- Beatrice Blackwood
- Beatrice Boepple
- Beatrice Borromeo
- Beatrice Brignone
- Beatrice Campbell
- Beatrice Capomaggi
- Beatrice Cenci
- Beatrice Chebet
- Beatrice Chepkoech
- Beatrice Covassi
- Beatrice Cyiza
- Beatrice Câșlaru
- Beatrice DeMille
- Beatrice Deer
- Beatrice Draghetti
- Beatrice Edgell
- Beatrice Egli
- Beatrice Eli
- Beatrice Ensor
- Beatrice Faumuina
- Beatrice Fihn
- Beatrice Foods
- Beatrice Frey
- Beatrice Gomez
- Beatrice Grimshaw
- Beatrice Gyaman
- Beatrice Harraden
- Beatrice Harrison
- Beatrice Hastings
- Beatrice Hicks
- Beatrice Hill-Lowe
- Beatrice Kamuchanga Alice
- Beatrice Keeler
- Beatrice Lamwaka
- Beatrice Lillie
- Beatrice Long
- Beatrice Lorenzin
- Beatrice M. Hinkle
- Beatrice Mabel Cave-Browne-Cave
- Beatrice Mallet
- Beatrice Mancini
- Beatrice Marshoff
- Beatrice Masilingi
- Beatrice Mintz
- Beatrice Morgari
- Beatrice Mtetwa
- Beatrice Munyenyezi
- Beatrice Nedberge Llano
- Beatrice Obrecht
- Beatrice Offor
- Beatrice Omwanza
- Beatrice Pearson
- Beatrice Pelloni
- Beatrice Rana
- Beatrice Rigoni
- Beatrice Ring
- Beatrice Roach Gottlieb
- Beatrice Roberts
- Beatrice Rosen
- Beatrice Sanders
- Beatrice Scalvedi
- Beatrice Serota
- Beatrice Shilling
- Beatrice Simon
- Beatrice Sola
- Beatrice Sparks
- Beatrice Speraz
- Beatrice Straight
- Beatrice Tinsley
- Beatrice Tornatore
- Beatrice Trew
- Beatrice Triangi
- Beatrice Utondu
- Beatrice Van
- Beatrice Veronese
- Beatrice Vio
- Beatrice Vitoldi
- Beatrice Wani-Noah
- Beatrice Warde
- Beatrice Webb
- Beatrice Weder di Mauro
- Beatrice Welles
- Beatrice Willard
- Beatrice Wood
- Beatrice Wright
- Beatrice d'York
- Beatrice de Cardi
- Beatrice di Tenda